# كيشيوادا (أوساكا)
مدينة كيشيوادا (بالإنجليزية: Kishiwada) هي أحد المدن التابعة لمحافظة أوساكا. تأسست رسميًا في 01/11/1922. ويقدر عدد سكانها بـ 200538 نسمة حسب تقدير مكتب الإحصاء الياباني لعام 2012. تبلغ مساحة كيشيوادا 72.24 كم2. بكثافة سكانية تبلغ 2776 نسمة/كم2.

## أعلام
- توموهيرو نيشيكادو
- كيجي اينافون
- ساتوشي فوكودا
- ناويا وغانه
- كوساكو هامادا
- ميكي ماتسوبارا